# 소방장비검사검수센터
소방장비검사검수센터(消防裝備檢査檢收센터)는 과학소방 구현과 소방장비의 품질수준 향상을 통해 소방장비 수준을 끌어올려 국제경쟁력을 확보하기 위하여 설립된 대한민국 국민안전처 산하 한국소방산업기술원 부설기관이다. 충청북도 음성군에 있다.

## 연혁
- 2012년 10월 30일 소방장비검사검수센터 기공식[2]
- 2014년 4월 1일 소방장비검사검수센터 준공식[3]

## 같이 보기
- 한국소방산업기술원